# Andrés Mata (municipalité)
Pour les articles homonymes, voir Andrés Mata.
Andrés Mata est l'une des quinze municipalités de l'État de Sucre au Venezuela. Son chef-lieu est San José de Aerocuar. En 2011, la population s'élève à 20 073 habitants.

## Étymologie
La municipalité est nommée en l'honneur du poète et écrivain vénézuélien Andrés Mata (1870-1931).

## Géographie

### Subdivisions
La municipalité est divisée en deux paroisses civiles avec, chacune à sa tête, une capitale (entre parenthèses) :
- San José de Aerocuar (San José de Aerocuar) ;
- Tavera Acosta (Río Casanay).